# Pedro Zaraza (municipalité)
Pour les articles homonymes, voir Zaraza.
Pedro Zaraza est l'une des quinze municipalités de l'État de Guárico au Venezuela. Son chef-lieu est Zaraza. En 2011, la population s'élève à 62 027 habitants.

## Géographie

### Subdivisions
La municipalité est divisée en deux paroisses civiles avec, chacune à sa tête, une capitale (entre parenthèses) :
- San José de Unare (San José de Unare) ;
- Zaraza (Zaraza).